# رايفن سيمون
رايفن سيمون كرستينا بييرمان (بالإنجليزية: Raven-Symoné Christina Pearman)‏ (ولدت في 10 ديسمبر 1985 وتعرف برايفن سيمون) هي ممثلة ومغنية ومنتجة تلفزيونية ومصممة أزياء أمريكية من أسرة بسيطة تعيش في جورجيا أطلانطا بدأت مسيرتها الفنية منذ أن كانت في الثالث من عمرها في المسلسل الشهير ذا كوسبي شو كاطفلة نجمة بدور أوليفيا ونجحت بهذا الدور وكونت لها أول البوم What A Little Child are Made of ثم في السن الثالث عشر مثلت في فيلم Dr.dolittle مع الممثل الشهير أيدي ميرفي في الجزء الأول والثاني وحقق أيرادات عالية في البوكس أوفيس وفي سنة 2003 قناة ديزني شانيل رأت موهبة رايفن سيمون وكونت لها مسلسلها الناجح That So Raven الذي حقق نجاح هائل في أمريكا وأكثر من 400.000.000 مليون مشاهد وأعلى تصويت لأفضل مسلسل عائلي كوميدي وأطول سلسلة في قناة ديزني شانيل انتهت في سنة 2006 وبداية 2007و2008 مسلسل لتكملت النجاح أسمة Cory In The House وفي سنة 2008 ظهرت رايفن سيمون في فيلمها الجديد College Road Trip الذي حقق نجاح هائل في البوكس أوفيس إلى 64.899.000 مليون والذي صدر بعدة نسخ على الأقراص المدمجة، وشاركت رايفن سيمون الكثير من الأعمال السينمائية ومنها الفيلم الناجح عن أربعة فتيات يلقبون بفتيات الفهود أول مجموعة غنائية ناجحة تنتجها ديزني واصلت النجاح إلى ثلاثة أجزاء The Cheetah girls،وشاركت رايفن أيضا مع المغنية الشهيرة جولي أندريوس في الفيلم The Princess Dairies 2,وتكملة النجاح في حلقات مميزة من مسلسلات ديزني كضيفة شرف في That So Suite Life Of Hannah Montana،وفي سنة 2006 مثلت بدور بطلة الفيلم في For One Night الذي منع من العرض بسبب بعض النقاد اعتبروه نوع من العنصرية وتشوية سمعت البلاد، وأيضا رايفن شاركت بعض من أفلام الكرتون ومنها Every one is Hero سنة 2006 كصوت الفتاة السمراء مارتي بروستر وفي سنة 2008 و2009 في فيلم تنة ورنة Tinker Bell وله عدة أجزاء في المستقبل بصوت الجنية السمراء أريديسا.وفي 2009 شاركت رايفن مع الممثل الكوميدي كريس روك في الفيلم Good Hair
الالبومات التي أنجزتها في بداية حياتها منذ سن الثالثة من العمر بأول ألبوم لها أسمة Here's To New Dreams
وبعض الأشياء التي أنتجته وأخرجتها وهي مجموعة من الأقراص المدمجة تسمي Raven Symone Presents التي تعلم الفتيات الأزياء والموضة وبعض الأشياء المنزلية ويتوفر بعضه على موقع اليوتيوب ويباع في Amazon.com

## الألبومات
- 1993 : Here's To New Dreams
- 1999 : Undeniable
- 2004 : This Is My Time
- 2008 : Raven-Symoné

## المسلسلات
- 1989 : The Cosby Show
- 1997 : Hangin' With Mr.Cooper
- 2002 : Kim Possible
- 2003 : That's So Raven
- 2017 : Raven's Home

## روابط خارجية
- رايفن سيمون على موقع IMDb (الإنجليزية)
- رايفن سيمون على موقع الموسوعة البريطانية (الإنجليزية)
- رايفن سيمون على موقع روتن توميتوز (الإنجليزية)
- رايفن سيمون على موقع قاعدة بيانات الأفلام العربية
- رايفن سيمون على موقع ألو سيني (الفرنسية)
- رايفن سيمون على موقع ميوزك برينز (الإنجليزية)
- رايفن سيمون على موقع أول موفي (الإنجليزية)
- رايفن سيمون على موقع قاعدة بيانات برودواي على الإنترنت (الإنجليزية)
- رايفن سيمون على موقع إن إن دي بي (الإنجليزية)
- رايفن سيمون على موقع ديسكوغز (الإنجليزية)